# パウロ・カーカッシ
パウロ・カーカッシ（Paulo Carcasci、1964年1月7日 - ）は、ブラジル出身の元レーシングドライバー。1991年の全日本F3選手権チャンピオン。

## 略歴

### 初期の経歴
ブラジルの裕福な家庭で生まれ、13歳の時、1977年からレーシングカートを始める。その後ヨーロッパに渡り、1985年から欧州フォーミュラ・フォード1600に参戦し頭角を現す。

### イギリス
1988年にイギリスフォーミュラ・フォード2000でチャンピオンとなる。イギリスフォーミュラ・オペルやフォーミュラ・ルノーに参戦後、イギリス・フォーミュラ3選手権にステップアップ。1990年はイギリスF3000選手権にも参戦し、イギリスF3000とフォーミュラ・オペルで1勝ずつを挙げた。

### 日本

#### 全日本F3
1990年に来日し、1991年からトムスが新たに独自シャシー031Fを開発した全日本F3選手権と、ナビ・コネクションから全日本F3000選手権にダブルエントリーした。この頃の両選手権は、バブル景気により多種多様な企業がスポンサーとして名乗りを上げたことで、国内外の若手ドライバーのみならず、外国人の経験豊富なドライバーの参戦も相次ぎ、参加台数は40-50台という盛況であった。
1991年には競合を勝ち抜き全日本F3選手権チャンピオンとなる。

#### 全日本F3000
1992年から、ナビ・コネクションから全日本F3000選手権に専念し、第1戦ではリタイアに終わったものの、デビュー2戦目で早くも富士スピードウェイで1勝をあげる。この年はタイトル争いにもかかわった。翌1993年も全日本F3000に参戦したが、表彰台こそ獲得したもののリタイアも多く、このシーズンを最後に日本を離れる。

### その後
日本を離れてからは国際F3000選手権や、インディ・ライツなどにスポット参戦。1996年に引退した。引退後はブラジルの若手ドライバーのマネジャーとして活動。

## 主なレース戦績
- 1985年 - 欧州フォーミュラ・フォード1600選手権（シリーズチャンピオン）
- 1988年
  - 英国F3選手権
  - 英国フォーミュラ・フォード2000選手権（シリーズチャンピオン）
- 1989年
  - 欧州フォーミュラ・オペル・ロータス選手権（シリーズ7位、1勝）
  - 英国F3選手権（スポット参戦）
  - 英国F3000選手権（スポット参戦、シリーズ5位、1勝）
- 1991年
  - 全日本F3選手権（シリーズチャンピオン）
  - F3マカオグランプリ（11位）
  - 全日本F3000選手権（シリーズ15位）
- 1992年 - 全日本F3000選手権（シリーズ11位、1勝）
- 1993年 - 全日本F3000選手権（シリーズ14位）
- 1994年 - 国際F3000選手権（スポット参戦）
- 1996年 - インディ・ライツ（スポット参戦）

### イギリス・フォーミュラ3000選手権
| 年     | エントラント           | シャーシ       | エンジン       | 1   | 2   | 3   | 4     | 5   | 6   | 7   | 8     | 9     | 順位 | ポイント |
| ------ | ---------------------- | -------------- | -------------- | --- | --- | --- | ----- | --- | --- | --- | ----- | ----- | ---- | -------- |
| 1989年 | マンセル・マジウィック | レイナード 88D | コスワース DFV | BRH | THR | OUL | DON 4 | BRH | SNE | SIL |       |       | 5位  | 13       |
| 1989年 | CoBRaモータースポーツ  | レイナード 88D | コスワース DFV |     |     |     |       |     |     |     | OUL 1 | BRH 6 | 5位  | 13       |

### 全日本F3選手権
| 年     | チーム                   | シャシー     | エンジン     | 1     | 2   | 3     | 4     | 5       | 6       | 7     | 8       | 9     | 10      | 11     | 順位 | ポイント |
| ------ | ------------------------ | ------------ | ------------ | ----- | --- | ----- | ----- | ------- | ------- | ----- | ------- | ----- | ------- | ------ | ---- | -------- |
| 1991年 | ITOHAM RACING with TOM'S | トムス・031F | トヨタ・3S-G | SUZ 1 | FSW | FSW 1 | SUZ 1 | TSU Ret | SEN Ret | MIN 2 | TSU Ret | SUG 1 | SUZ Ret | SUZ 21 | 1位  | 42       |

- 太字はポールポジション、斜字はファステストラップ。(key)

### 全日本F3000選手権
| 年     | 所属チーム             | 1       | 2       | 3       | 4     | 5     | 6      | 7       | 8       | 9     | 10     | 11      | 順位 | ポイント |
| ------ | ---------------------- | ------- | ------- | ------- | ----- | ----- | ------ | ------- | ------- | ----- | ------ | ------- | ---- | -------- |
| 1992年 | NAVI CONNECTION RACING | SUZ DNS | FSW 1   | MIN Ret | SUZ 9 | AUT 5 | SUG 9  | FSW Ret | FSW Ret | SUZ 8 | FSW 9  | FSW Ret | 11位 | 11       |
| 1993年 | NAVI CONNECTION RACING | SUZ 11  | FSW Ret | MIN 3   | SUZ 7 | AUT C | SUG 13 | FSW C   | FSW 7   | SUZ 7 | FSW 10 | SUZ 13  | 14位 | 4        |

### 国際F3000選手権
| 年     | チーム                   | 1   | 2   | 3   | 4   | 5   | 6   | 7       | 8   | 順位 | ポイント |
| ------ | ------------------------ | --- | --- | --- | --- | --- | --- | ------- | --- | ---- | -------- |
| 1994年 | ノルディック・レーシング | SIL | PAU | CAT | PER | HOC | SPA | EST Ret | MAG | NC   | 0        |